# بیپرات
بیپرات (به اسپانیایی: Bellprat) یک شهرستان در اسپانیا است که در کاتالونیا واقع شده‌است.

## خصوصیات
بیپرات ۳۰٫۹۸ کیلومترمربع مساحت و ۹۳ نفر جمعیت دارد و ۶۵۳ متر بالاتر از سطح دریا واقع شده‌است.